# Laverda Hockey Breganze 1978
Questa voce raccoglie le informazioni riguardanti il Laverda Hockey Breganze nelle competizioni ufficiali della stagione 1978.

## Maglie e sponsor
| 1ª divisa |

## Rosa
| N° | Naz.              | Ruolo | Sportivo          |  |  |  |
| -- | ----------------- | ----- | ----------------- |  |  |  |
| ?  | Italia (bandiera) | P     | Basso             |  |  |  |
| ?  | Italia (bandiera) | E     | Buonatto          |  |  |  |
| ?  | Italia (bandiera) | E     | Franco Girardelli |  |  |  |
| ?  | Italia (bandiera) | E     | Mariano Guerra    |  |  |  |
| ?  | Italia (bandiera) | E     | Carlo Maculan     |  |  |  |
| ?  | Italia (bandiera) | E     | Gianni Pallaro    |  |  |  |
| ?  | Italia (bandiera) | E     | Fabio Rizzitelli  |  |  |  |
| ?  | Italia (bandiera) | E     | Mario Saccardo    |  |  |  |
| ?  | Italia (bandiera) | E     | Renato Saccardo   |  |  |  |
| ?  | Italia (bandiera) | E     | Valerio           |  |  |  |

- Allenatore: